# Молодкин, Пётр Фёдорович
Пётр Фёдорович Молодкин (1924—2005) — генерал-лейтенант, профессор, участник Великой Отечественной войны.

## Биография
П. Ф. Молодкин родился в деревне Агрофенино Савинского района Ивановской области.
В октябре 1942 года он был призван на службу в Красную армию. Во время Великой Отечественной войны Молодкин принимал участие в освобождении Варшавы, штурме Берлина, а также в Курской битве.
После войны он учился, а затем преподавал географию в Ростовском институте. Пётр Фёдорович разработал общую теорию антропогенной геоморфологии, он является автором книг «Антропогенная геоморфология» и «Равнины Нижнего Дона».

## Память
П. Ф. Молодкин скончался в 2005 году и был похоронен в деревне Агрофенино.

## Награды
- 2 ордена Красной Звезды(23.03.1945, 21.01.1945)[3][4]
- Медаль «За победу над Германией в Великой Отечественной войне 1941—1945 гг.» (09.05.1945)
- Орден Отечественной войны I степени(06.04.1985)[5]